# Pandrignes
Pandrignes település Franciaországban, Corrèze megyében. Lakosainak száma 167 fő (2022. január 1.). Pandrignes Espagnac, Ladignac-sur-Rondelles, Saint-Paul és Lagarde-Marc-la-Tour községekkel határos.

## Népesség
A település népességének változása:
| Lakosok száma | 181  | 126  | 139  | 168  | 167  | 162  | 166  | 167  | 166  | 167  |
|               | 1968 | 1982 | 1990 | 2006 | 2013 | 2015 | 2017 | 2019 | 2020 | 2022 |